# Aleksy (Pacheco y Vera)
Aleksy, imię świeckie Antonio Pacheco y Vera (ur. 6 września 1954 w Meksyku) – biskup Kościoła Prawosławnego w Ameryce.

## Życiorys
Prawosławie przyjął w wieku 18 lat. Sześć lat później, po ukończeniu studiów teologicznych, złożył wieczyste śluby zakonne przed biskupem Józefem (Cortesem y Olmosem). 14 stycznia 1979 przyjął święcenia diakońskie i został skierowany do pracy duszpasterskiej w soborze Wniebowstąpienia Pańskiego w mieście Meksyk. 1 marca 1981 został wyświęcony na kapłana. Od tej pory łączył służbę w soborze w Meksyku z pracą misyjną w placówkach Kościoła Prawosławnego w Ameryce istniejących w stanie Chiapas.
Рod bezpośrednim przewodnictwem arcybiskupa Dymitra, egzarchy Meksyku, służył jako dziekan soboru Wniebowstąpienia w Meksyku oraz jako administrator egzarchatu. W 2001 otrzymał godność igumena, zaś w 2003 – archimandryty.
28 maja 2005 został wyświęcony na biskupa Meksyku, stając na czele Egzarchatu Meksyku. Przez cztery lata był formalnie biskupem pomocniczym metropolity całej Ameryki i Kanady, do momentu nadania Egzarchatowi statusu samodzielnej eparchii.
9 maja 2012 podniesiony do godności arcybiskupa.